# Agirda
Agirda (in greco Αγύρτα?; in turco Ağırdağ) è un villaggio di Cipro. È sotto il controllo de facto di Cipro del Nord, dove appartiene al distretto di Girne, mentre de iure appartiene al distretto di Kyrenia della Repubblica di Cipro. 
La sua popolazione nel 2011 era di 745 abitanti. Questo villaggio è sempre stato abitato esclusivamente da turco-ciprioti.

## Geografia fisica
Il villaggio di Ağırdağ/Agirda è situato sulle pendici meridionali delle montagne del Pentadaktilos, a soli tre chilometri dal passo di Kyrenia.

## Origini del nome
Secondo i turco-ciprioti Agirda è la versione corrotta del suo nome turco Ağırdağ, in uso per secoli e con significato "Montagna pesante". D'altra parte George Jeffery (1918) sostiene che, "I nomi di villaggio Agridhi, Agridin, Agridakin, Kridhia, ecc, tutte forme derivate dal greco antico Αγρὸς (in Latino Ager), con significato "campo o terreno agricolo", sono molto comuni a Cipro. La maggior parte dei villaggi con tale nome sono probabilmente di origine medievale e corrispondono a un "Çiftlik" ("fattoria") dell'epoca ottomana, che può anche evolvere in un villaggio." 

## Società

### Evoluzione demografica
Il villaggio è sempre stato abitato quasi esclusivamente da turco-ciprioti. All'inizio del secolo c'erano solo uno o due cristiani (greco-ciprioti) che vivevano nel villaggio. La popolazione del villaggio aumentò costantemente passando da 130 abitanti nel 1891 a 378 nel 1960.
Nessuno degli abitanti originari fu sfollato; tuttavia, il villaggio diventò un centro di accoglienza per molti turco-ciprioti sfollati nel 1963-64. Dal 1964 al 1974, fece amministrativamente parte dell'enclave turco-cipriota di Nicosia. Secondo il geografo Richard Patrick, nel 1971 c'erano circa 750 turco-ciprioti sfollati ancora residenti in un campo che era stato stabilito nel 1964 in un'area tra i villaggi di Ağırdağ e Boghaz. La maggior parte di coloro che vi soggiornavano provenivano da villaggi e piccole città del distretto di Kyrenia come Lapithos, Vasileia, Diorios, Trapeza, Agios Epiktitos, Kazafani, Agios Ermolaos e Kyrenia.
Attualmente il villaggio è abitato principalmente dai suoi abitanti originali. Tuttavia, dagli anni 2000, molti turco-ciprioti di Nicosia e alcuni turco-ciprioti rimpatriati dal Regno Unito hanno acquistato delle proprietà e si sono stabiliti qui. Secondo il censimento del 2006 nel villaggio vivevano 454 persone.